# عزم الدوران
عزم الدوران أو عزم اللَّيّ أو القوة الدورانية (بالإنجليزية: torque)‏ وفي الألمانية (Drehmoment) في الفيزياء هو مقياس لمدى القوة التي تؤثر على جسم ما وتؤدي إلى تدويره. وهو قيمة متجهة لقياس مدى قدرة قوة على تدوير المجســّـم حول محور ما، يعرف مقدار عزم الدوران على أنه حاصل ضرب القوة بطول الذراع، وبخلاف القوة التي يمكن أن تكون جاذبة أو دافعة، فعزم الدوران يمكن أن يكون تزاوج الإثنين. وقد نشأ هذا المفهوم بدراسات أرخميديس لاستخدامات العتلات.
يرمز لعزم الدوران بالحرف الإغريقي «تاو» {\displaystyle \tau }، ووحدته في النظام الدولي للوحدات هي نيوتن متر {\displaystyle [\tau ]=[|\intercal |]{\mathcal {}}=1Nm} .
بالرموز:
{\displaystyle {\boldsymbol {\tau }}=\mathbf {r} \times \mathbf {F} \,\!}
{\displaystyle \tau =\|\mathbf {r} \|\,\|\mathbf {F} \|\sin \theta \,\!}
حيث...
{\displaystyle {\boldsymbol {\tau }}} مقدار عزم الدوران
r متجه الموقع (متجه من النقطة التي يتم قياس عزم الدوران حولها إلى النقطة تأثير القوة)
F القوة (ناقل القوة)
x الضرب التقاطعي
{\displaystyle \theta } الزاوية بين متجه القوة ومتجه ذراع الرافعة

## المفهوم والخلفية التاريخية
قدم جيمس طومسون، شقيق لورد كلفن، مصطلح عزم الدوران في الأدب العلمي الإنجليزي في عام 1884. ومع ذلك، يشار إلى عزم الدوران باستخدام مفردات مختلفة اعتمادًا على الموقع الجغرافي ومجال الدراسة. في المملكة المتحدة والهندسة الميكانيكية الأمريكية، يشار إلى عزم الدوران بلحظة قوة، وعادة ما يتم اختصارها إلى لحظة.
يعكس معنى المصطلح في اللغة العربية مفهومه الفيزيائي بشكل مبسط فهنالك عدة أوجه لتقريب المعنى الذي أراد أن يوصله طومسون وإحداها أن معنى (كلمة عزم: جدّ في الأمر في حين تحمل الكلمة في المعنى الثبات) وبإضافة كلمة الدوران، يصبح معنى المصطلح: جدّ في أمر الدوران (وهو ثابت أو ثابت في عمله)، وبتقريب المعنى قليلا للمفهوم الذي قدمه طومسون، حيث أن المفهوم لايرمي لكون الجسم يدوِّر نفسه فقط، بل بشكل عام أن هنالك قوة تركت أثرا دورانيا في جسم ما حول محور ما، وهذا الأثر يدعى عزم القوة، لكن من الواجب ملاحظة أن ذاك الجسم عليه أن يكون جسما قابلا للدوران حول محور ما، حيث في الأبعاد الثلاثة يعتبر عزم الدوران زائفا بالنسبة للجسيمات النقطية حيث تعتبر أبعادها صغيرة جدا مقارنة بالمسافات حولها، أي كان عرضها يؤول للصفر، أي أنها تبدو للعين صغيرة جدا. ولذلك فإن العزم يعني مقدرة القوة على إحداث حركة دورانية لجسم (وليس جسيم أو بالأحرى جسيم نقطي) حول محور ما.

## العوامل المسببة لدوران جسم حول محور
يتوقف عزم الدوران على عاملين اثنين يزداد بإزيادهما وهما:

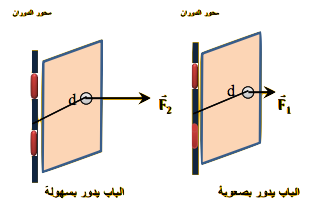
يزداد عزم القوة بزيادة شدة القوة F المؤثرة في الجسم وينقص بنقصانها

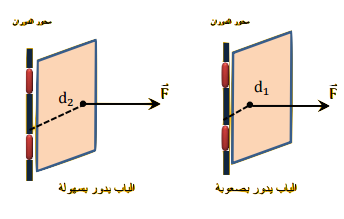
يزداد عزم القوة بازدياد طول ذراعها d وينقص بنقصانه.

1. شدة القوة F المؤثرة في الجسم

2 . طول ذراع القوة

## قانون عزم القوة
يمكن ان نربط بين العاملين السابقين، شدة القوة وطول ذراعها بالعلاقة
عزم القوة = طول ذراع القوة X شدة القوة
{\displaystyle {\boldsymbol {\tau }}=\mathbf {r} \times \mathbf {F} \,\!}

## انعدام عزم القوة
ينعدم عزم القوة إذا كان حامل القوة مارا في محور الدوران أو موازيا له بحيث لا يتقاطعان

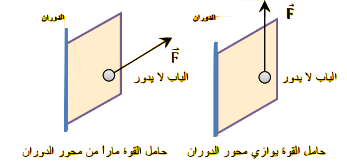

### نظرية العزوم
يـُـحـْـســَـب عزم الدوران عن طريق الضرب الإتجاهي بين متــّـجه الموضع ومتــّـجه القوة:
{\displaystyle \intercal =\mathbf {r} \times \mathbf {F} =\mathbf {r} \times {\mathcal {}}m\mathbf {\ddot {r}} ={\frac {d}{dt}}(\mathbf {r} \times {\mathcal {}}m\mathbf {\dot {r}} )={\frac {d}{dt}}(\mathbf {r\times p} )={\frac {d}{dt}}\mathbf {L} =\mathbf {\dot {L}} }
يجوز اِستخدام هذه المعادلة على أساس أن كتلة الجسم في حركته هنا تسمح بتقريبها إلى كتلة نقطية، المتــّـجهات التي تبرز على هيئة نقطة واحدة فوق رموزها هي تعبـّـر رمزياً عن أنــّـها المشتقة الأولى الزمن، والتي تبرز نقطتين فوق رموزها عن أنــّـها مشتقة الثانية الزمن

## وحدتا الطاقة وعزم الدوران
إن وحدة قياس عزم الدّوران في النظام العالمي هي نيوتن.متر، في حين أنها أيضًا وسيلة للتعبير عن الجول (وحدة الطاقة) حيث أن الجول هي نيوتن.متر، بيد أنّ وحدة العزم لاتساوي الجول؛ لأن الجول ناتج عن الضرب النقطي للمتجهين في حين أن العزم ناتج الضرب التقاطعي لهما، أي أن الطاقة قيمة عددية في حين أن العزم متجه؛ ولذلك ولتجنب الإرتباك عادة نكتب وحدة قياس الطاقة جول وليس نيوتن.متر.

## المصدر
- الفيزياء- الوحدة الثانية - الميكانيك والطاقة، فايز صالحاني ، وصل لهذا المسار في 19 ديسمبر 2015

### اقرأ أيضا
- بدارية
- سرعة زاوية